# La criatura
La criatura (títol original: Mermaid Chronicles Part 1: She Creature) és un telefilm estatunidenc de 2001, escrit i dirigit per Sebastian Gutierrez. Ha estat difós la primera vegada el 20 de desembre de 2001 als Estats Units per Cinemax, filial de HBO. Forma part d'una sèrie de telefilms difosos a Cinemax durant el període de Halloween 2001, homenatges als films de monstres dels anys 50, els Creature Features, sobretot els produïts per American Internacional Pictures. Alguns eren remakes, d'altres eren obres inèdites, acontentant-se de recuperar títols d'antics films, com per La criatura amb The She-Creature. Ha estat doblada al català

## Argument
1905, Irlanda. Dos forasters, Angus Shaw i la seva dona Lillian, capturen una sirena. Decideixen llavors marxar als Estats Units per fer fortuna gràcies a ella. Però quan la travessa es troba amb dificultats, la sirena descobreix tendències mòrbides, pròximes al vampirisme…

## Repartiment
- Rufus Sewell: Angus Shaw
- Carla Gugino: Lillian "Lily" Shaw
- Jim Piddock: Capità Dunn
- Reno Wilson: Bailey
- Mark Aiken: Gifford
- Fintan McKeown: Skelly
- Aubrey Morris: Mr. Woolrich
- Gil Bellows: Miles
- Rya Kihlstedt: la sirena
- Hannah Sim: la reina del cau
- Jon Sklaroff: Eddie
- David Nott: Cook
- Dan Hildebrand: Christian
- Preston Maybank: Capità
- Brian Sieve: Oficial Dixon
- Matthew Roseman: Oficial Jenkins
- Gabriel Gutierrez: O'Donnell
- Isabella Gutierrez: Miranda, la filla de Lily

## Premis i nominacions
| Any  | Distinció                                             | Categoria                                           | Nom                                                          | Resultat |
| ---- | ----------------------------------------------------- | --------------------------------------------------- | ------------------------------------------------------------ | -------- |
| 2002 | 28e cerimònia del premis Saturn                       | Premi Saturn al millor tlefilm                      | La criatura                                                  | Nominat  |
| 2002 | Hollywood Makeup Artist and Hair Stylist Guild Awards | Millor maquillatge per una mini-sèrie o un telefilm | Myke Michaels, Richard Wetzel, Shane Mahan, Stephanie Coffey | Premiat  |
| 2003 | Fangoria Chainsaw Awards                              | Millor film de difusió limitada                     | La criatura                                                  | Nominat  |
| 2003 | Fangoria Chainsaw Awards                              | Millor maquillatge                                  | Stan Winston Studio                                          | Nominat  |